# (31857) 2000 EG58
2000 EG58 (asteroide 31857) é um asteroide da cintura principal. Possui uma excentricidade de 0.18684000 e uma inclinação de 2.93810º.
Este asteroide foi descoberto no dia 8 de março de 2000 por LINEAR em Socorro.